# دوري كرة القدم الإنجليزي 1953–54
دوري كرة القدم الإنجليزي 1953–54 (بالألمانية: Football League First Division 1953/54) هو موسم من دوري كرة القدم الإنجليزي. أقيم خلال الفترة 19 أغسطس 1953 وحتى 26 مايو 1954، وفاز فيه وولفرهامبتون واندررز. وقد لعب في الدوري 462 مباراة بين 22 نادي وسجل فيه 1626 هدف ليصنف من أعلى مواسم الدوري تسجيلا للأهداف في موسم واحد